# Tilman Riemenschneider

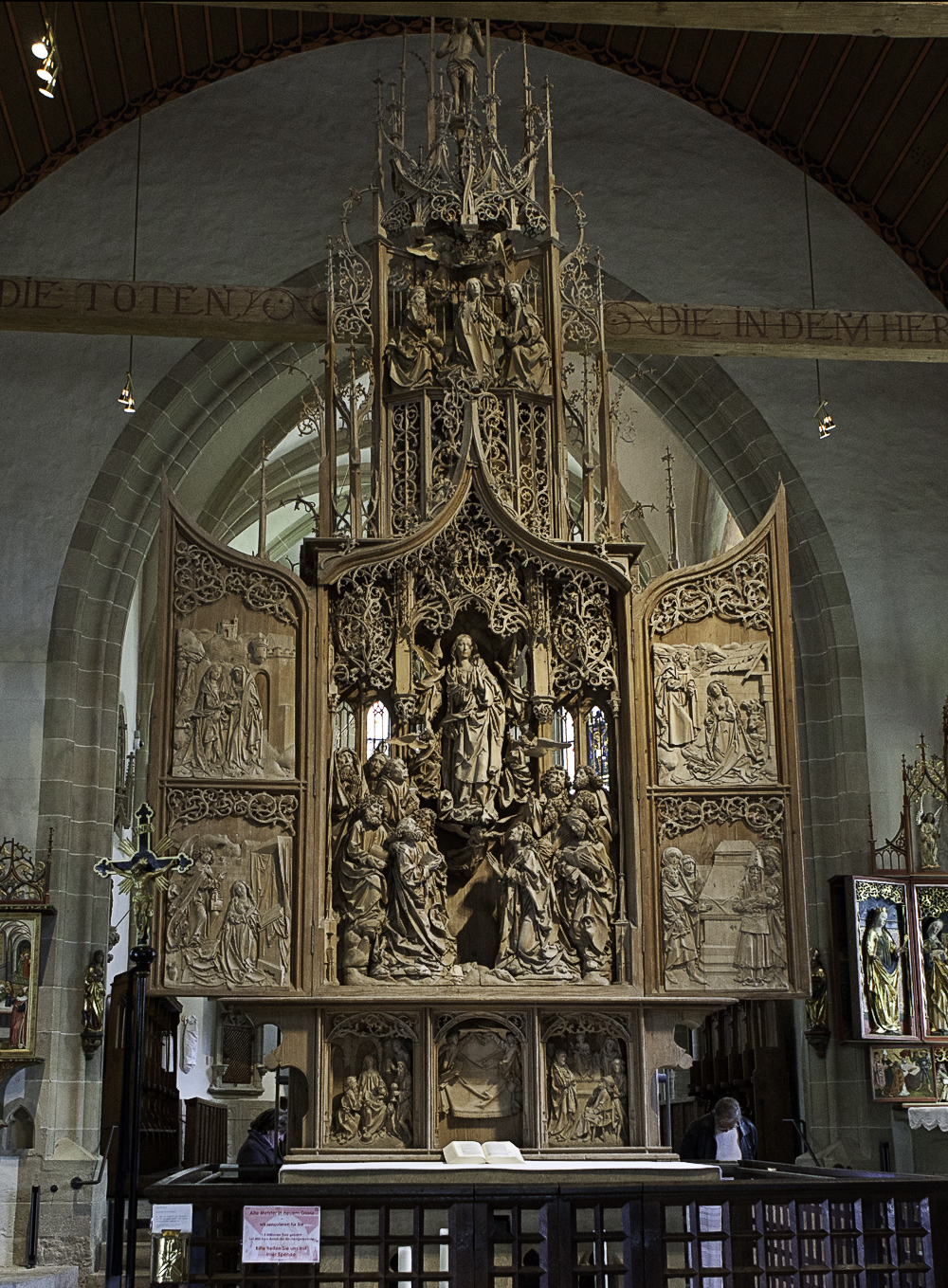
Ołtarz NMP w Creglingen

Tilman Riemenschneider (ur. ok. 1460 w Heiligenstadt, zm. 7 lipca 1531 w Würzburgu) – niemiecki rzeźbiarz doby późnego gotyku. Twórca licznych dzieł rzeźbiarskich; tworzył z kamienia i przede wszystkim z drewna lipowego.

## Życiorys

### Dzieciństwo
Tilman Riemenschneider urodził się pomiędzy 1459 a 1462 rokiem. Pochodził z Heiligenstadt – niewielkiego miasteczka w Turyngii. Nie miał łatwego dzieciństwa – kiedy miał 5 lat, jego ojciec utracił majątki; co więcej, był uwikłany w polityczny konflikt – tzw. Mainzer Stiftsfehde. Rodzina przeniosła się do Osterode am Harz, gdzie wkrótce ojciec otrzymał urząd mincmistrza. Tam mały Tilman zaczął się interesować sztuką i wkrótce odkrył swój talent artystyczny.

### Od czeladnika do mistrza
Około 1473 rozwijał swoje zdolności snycerskie prawdopodobnie w Strasburgu i Ulm. Poznał także grafika Martina Schongauera. W 1483 r. przeniósł się do Würzburga, gdzie 7 grudnia 1483 wstąpił do Cechu św. Łukasza, gdzie działali rzeźbiarze, malarze, oraz witrażyści. Poznał tam Annę Schmidt, wdowę (przedtem urodziła trzech synów) po mistrzu złotniku, z którą się ożenił 28 lutego 1485. W tym czasie awansował z czeladnika na mistrza cechu rzeźbiarzy. Po 10 latach małżeństwa Anna zmarła, zostawiając go z córką.

### Od mistrza do burmistrza
Po trzech latach ponownie się ożenił, małżeństwo to przyniosło nowe korzyści – żona artysty zajęła się własnym dużym gospodarstwem, zaś Tilman skupił się wyłącznie na twórczości, rada miasta Würzburga zleciła mu wykonanie kilku rzeźb, pierwszym poważniejszym zleceniem było wykonanie ołtarza dla kościoła Św. Marii Magdaleny w Münnerstadt (1490) znane są m.in. rzeźby postaci świętej oraz aniołów. W roku następnym rada Würzburga zleciła mu wykonanie do kaplicy NMP dwóch naturalnej wielkości rzeźb przedstawiających Adama i Ewę. Sam rzeźbiarz wkrótce stał się cenionym urzędnikiem: otrzymał spore majątki ziemskie oraz winnicę, następnie został rajcą miejskim (1504), zaś w latach 1520–1524 piastował urząd burmistrza. W tym czasie jako artysta zrealizował ok. 40 zleceń.

### Wojna chłopska i ostatnie lata
Kres owej prosperity położyła Wojna chłopska. Riemenschneider, jak i rada miejska, przystąpili do obozu chłopskiego, który był zwaśniony z Konradem von Thüngen – ówczesnym arcybiskupem Würzburga. 4 VI 1525 wojska powstańcze zostały stłumione, po kapitulacji miasta, rajców wraz z rzeźbiarzem uwięziono w twierdzy Marienberg. Był tam prześladowany i torturowany – według legendy biskup wiedząc o zdolnościach burmistrza-artysty rozkazał połamać mu ręce. Utracił też wszystkie swoje majątki. Został uwolniony po dwóch miesiącach. Ze źródeł wiadomo o następnych jego rzeźbach, ale nie udało mu się odzyskać renomy, jaką miał przed wojną chłopską. Po raz czwarty się ożenił. Tilman zmarł w Würzburgu w roku 1531. Warsztat artysty przejął jego syn z drugiego małżeństwa – Jörg.

## Charakterystyka rzeźb
Warsztat Riemenschneidera jest nazywany często fabryką rzeźb. Artysta seryjnie wykonywał pojedyncze rzeźby, płaskorzeźby służące, do prywatnej dewocji, albo dzieła monumentalne, pojedyncze figury albo ołtarze, nieraz o bardzo złożonej strukturze. Od strony stylistycznej, był wierny tradycji gotyckiej, ale patrząc się na pozbawione zupełnie idealizacji postaci, co więcej, zupełnie rezygnując z polichromowania, rzeźby otrzymały bardzo surową fakturę, co pogłębiało naturalizm, w niektórych figurach będący na pograniczu z turpizmem. Dzięki znajomości niemieckiej sztuki renesansowej, oraz na bazie doświadczeń z gotycką snycerką osiągnął specyficzny styl – często uwydatniał emocje, ekspresję, oraz ekstremalną brzydotę bólu, a z drugiej strony potrafił zachować rzeczywiste, naturalne piękno.

## Wybrane dzieła
- Rzeźba ołtarzowa:

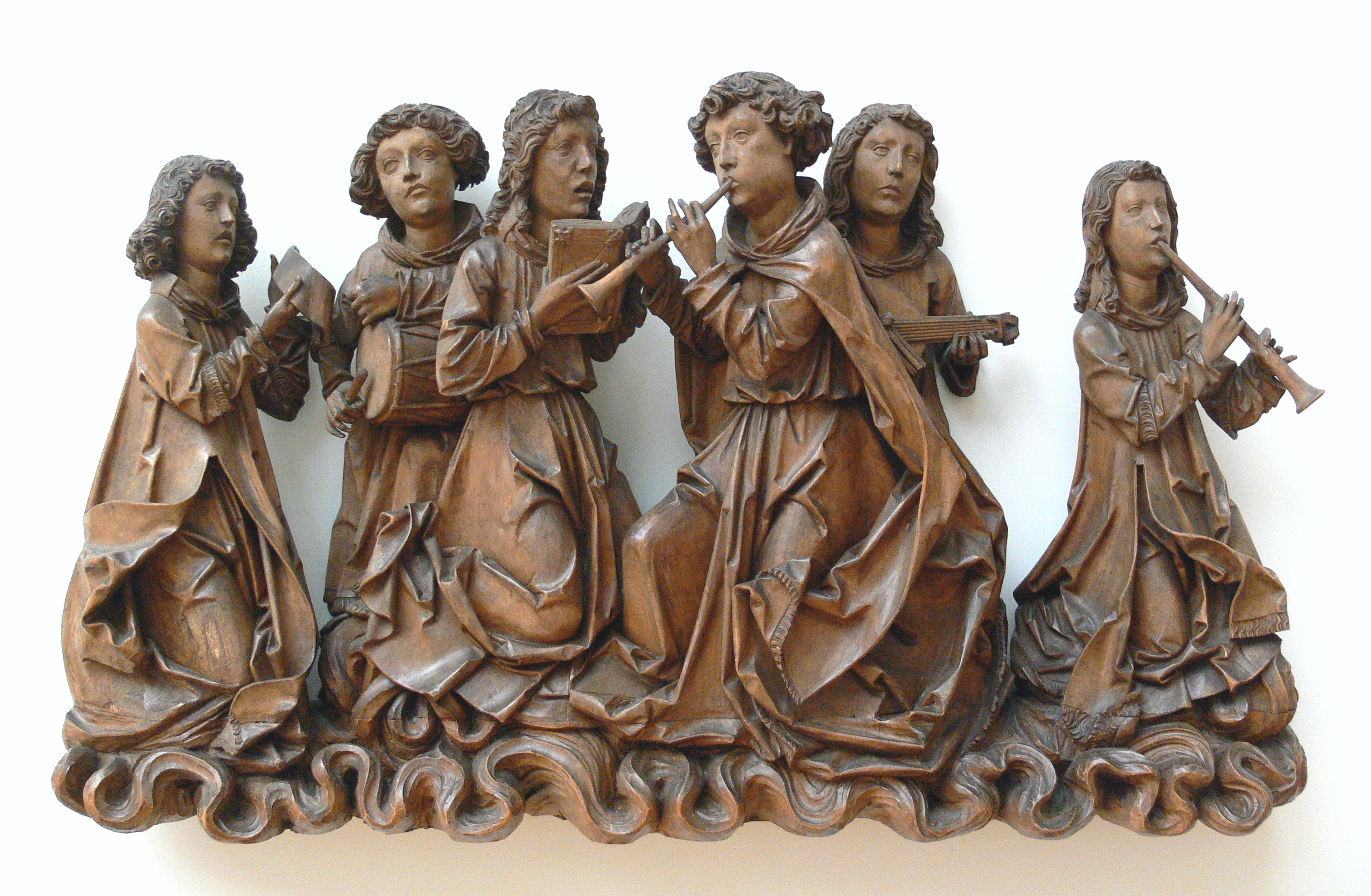
Muzykujące anioły

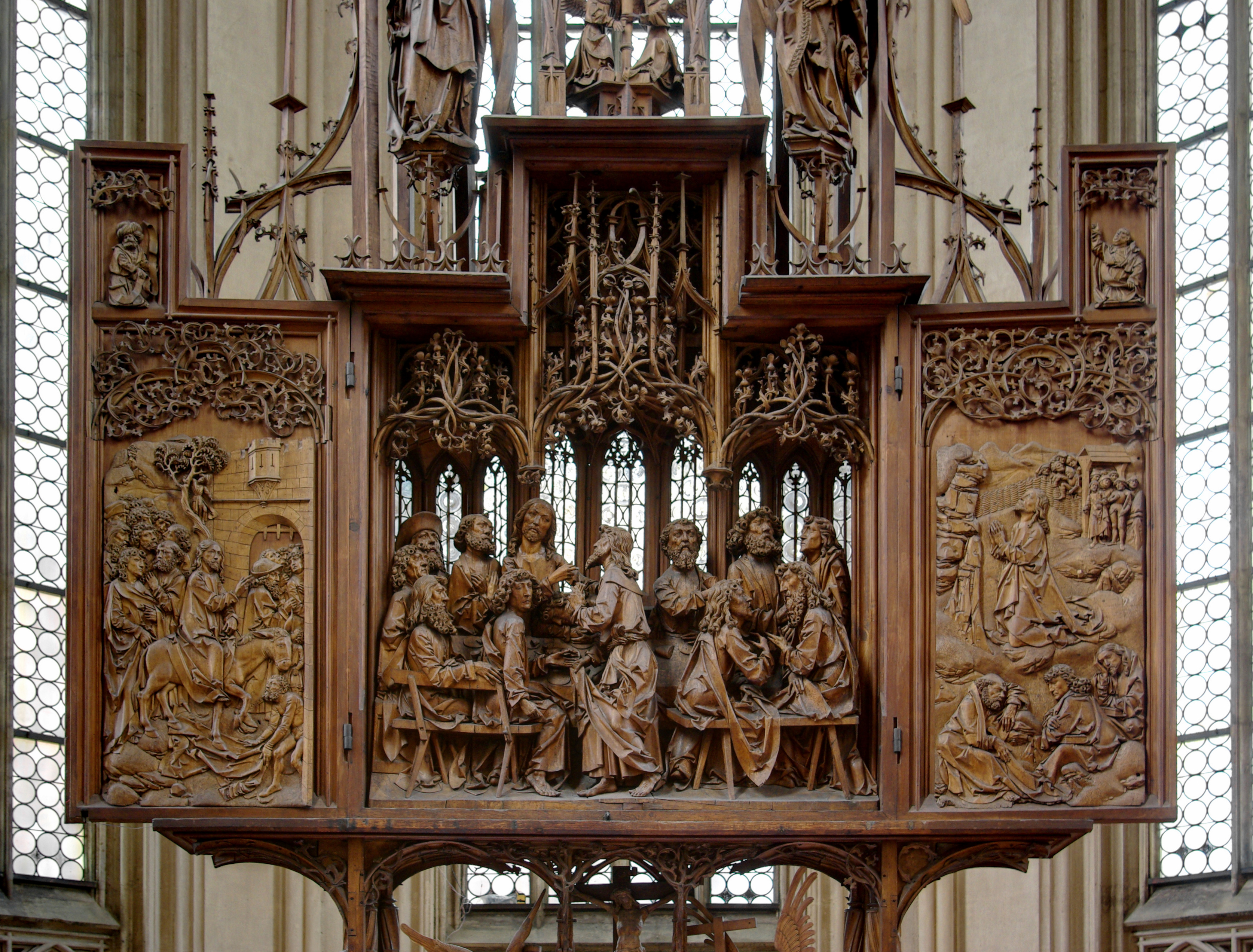
Ostatnia Wieczerza – fragment Ołtarza Najświętszej Krwi – Rothenburg ob der Tauber – Kościół Św. Jakuba

  - Ołtarz Rozesłania Apostołów w kościele Wszystkich Świętych w Kleinschwarzenlohe k. Norymbergi – 1491
  - Ołtarz Św. Marii Magdaleny w kościele farnym w Münnerstadt – 1490/92
  - Ołtarz Wniebowzięcia NMP w Creglingen – 1505/10
  - Trzy Ołtarze: Apostołów, Ojców Kościoła, oraz Zwiastowania w kościele św. Leonarda w miejscowości Bibra – ok. 1500
  - Ołtarz Świętej Krwi w kościele Św. Jakuba w Rothenburg ob der Tauber – 1501-1505
  - Ołtarz Świętego Henryka w katedrze w Bambergu.
  - Ołtarz Apostołów z kościoła Św.Kiliana w Windsheim (ob. Kurpfälzisches Museum, w Heidelbergu)
  - Ołtarz Ukrzyżowania, z kościoła w Detwang (obecnie w. Kurpfälzisches Museum, w Heidelbergu) – 1510/13

- Rzeźba sepulkralna:
  - Nagrobek cesarza Henryka II i jego żony Kunegundy Luksemburskiej, w katedrze w Bambergu – 1499/1514
  - Nagrobek biskupa Rudolfa von Scherenberg, w katedrze w Würzburgu – 1496/99
  - Nagrobek biskupa Wawrzyńca z Bibry w katedrze w Würzburgu – 1520/22
  - Rzeźba Św. Anny – 1505/1510 (ob.w Skulpturensammlung und Museum für Byzantinische Kunst w Berlinie)

- Rzeźba monumentalna:
  - Adam i Ewa z kaplicy Mariackiej w Wurzburgu – 1491/94 – obecnie w tamtejszym Mainfränkisches Museum.
  - Opłakująca Maria z Acholshausen (Würzburg, Mainfränkisches Museum) – ok. 1505
  - Madonna Różańcowa, w kościele w Weingarten k. Volkach – ok. 1521/24
  - Przedstawienie figuralne Złożenia do Grobu, w kościele cysterskim pw. Św. Afry w Maidbronn koło Würzburga
  - Scena Złożenia do Grobu w kościele ŚŚ Piotra i Pawła w Großostheim – ok. 1515,
  - Krucyfiks w Kościele parafialnym Św. Mikołaja w Eisingen (Bawaria)) – ok. 1505

- Przedstawienia dewocyjne:
  - Płaczące niewiasty ob. w Landesmuseum Württemberg, w Stuttgarcie – 1508
  - Św. Jerzy pokonujący smoka ob. w Bode-Museum w Berlinie
  - Św. Barbara ob. w Bayerisches Nationalmuseum w Monachium

## Bibliografia

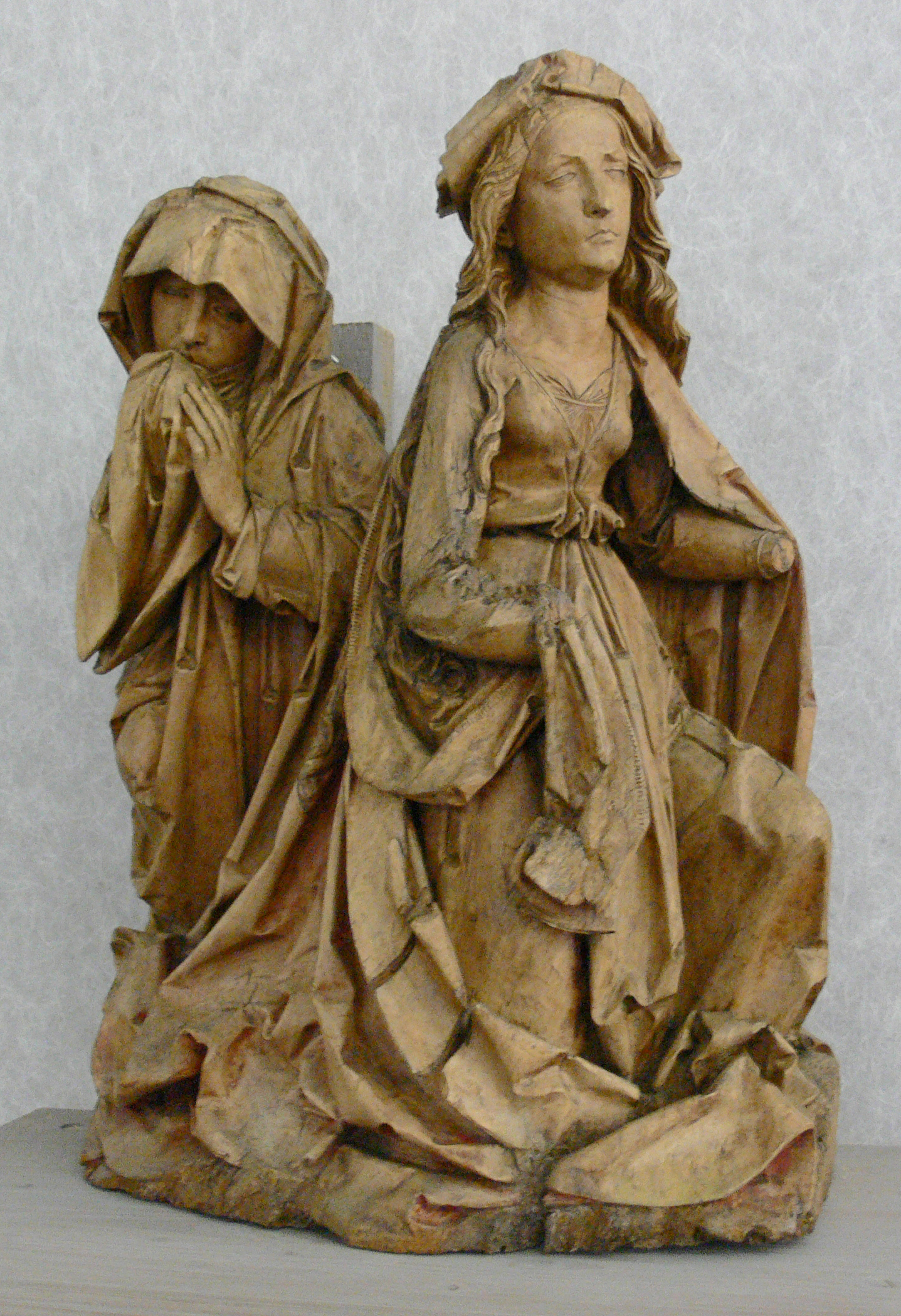
Rzeźba pt. Płaczące Niewiasty